# 3차원 초구

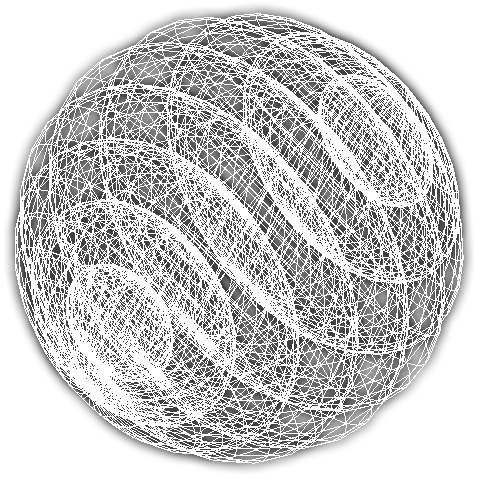

기하학에서 3차원 초구(三次元超球, 영어: 3-sphere, glome)는 4차원 공간 속의 단위 벡터로 구성된 리만 다양체이다. 그 위에는 리 군 SU(2)의 구조를 줄 수 있다.

## 정의
3차원 초구는 다음과 같이 대칭 공간을 이룬다.
{\displaystyle \mathbb {S} ^{3}\cong \operatorname {SU} (2)\cong \operatorname {Sp} (1)}
{\displaystyle \mathbb {S} ^{3}\cong \operatorname {SO} (4)/\operatorname {SO} (3)}
또한, {\displaystyle \mathbb {S} ^{3}}는 노름 1의 사원수의 공간으로 여길 수 있다.
{\displaystyle \mathbb {S} ^{3}=\{x\in \mathbb {H} \colon \|x\|=1\}}
리만 구 {\displaystyle \mathbb {S} ^{2}\cong \mathbb {P} _{\mathbb {C} }^{1}} 위의 정칙 선다발 {\displaystyle {\mathcal {O}}(1)}에 대응하는 U(1) 주다발의 전체 공간은 {\displaystyle \mathbb {S} ^{3}}와 동형이다. 이는 호프 올다발
{\displaystyle \mathbb {S} ^{1}\hookrightarrow \mathbb {S} ^{3}\twoheadrightarrow \mathbb {S} ^{2}}
을 정의한다.

## 성질

### 좌표계
3차원 초구 위에는 여러 개의 유용한 좌표계들이 존재한다.

#### 구면 좌표계
3차원 초구 위에는 구면 좌표계를 사용할 수 있다. 즉, 좌표 {\displaystyle (\psi ,\theta ,\phi )}에 대하여
{\displaystyle \psi \in [0,\pi ]}
{\displaystyle \theta \in [0,\pi ]}
{\displaystyle \phi \in \mathbb {R} /2\pi \mathbb {Z} }
이며, 매장 {\displaystyle \mathbb {S} ^{3}\hookrightarrow \mathbb {R} ^{4}}은 다음과 같다.
{\displaystyle (\psi ,\theta ,\phi )\mapsto (\cos \psi ,\sin \psi \cos \theta ,\sin \psi \sin \theta \cos \phi ,\sin \psi \sin \theta \sin \phi )}
이 좌표계에서 3차원 초구의 리만 계량은 (반지름이 1일 때) 다음과 같다.
{\displaystyle \mathrm {d} s^{2}=\mathrm {d} \psi ^{2}+\sin ^{2}\psi \left(\mathrm {d} \theta ^{2}+\sin ^{2}\theta \,\mathrm {d} \phi ^{2}\right)}
부피 형식은 다음과 같다.
{\displaystyle \omega =\sin ^{2}\psi \sin \theta \mathrm {d} \psi \wedge \mathrm {d} \theta \wedge \mathrm {d} \phi }

#### 호프 좌표계
3차원 초구 위의 호프 좌표계(Hopf座標系, 영어: Hopf coordinate system) {\displaystyle (\eta ,\xi ,\xi ')}는 다음과 같다.:§2,§8
{\displaystyle \xi ,\xi '\in \mathbb {R} /(2\pi \mathbb {Z} )}
{\displaystyle \eta \in [0,\pi /2]}
매장 {\displaystyle \mathbb {S} ^{3}\hookrightarrow \mathbb {C} ^{2}\cong \mathbb {R} ^{4}}은 다음과 같다.
{\displaystyle (\eta ,\xi ,\xi ')\mapsto \left(\cos \eta \exp(\mathrm {i} \xi ),\sin \eta \exp(\mathrm {i} \xi ')\right)}
이 좌표계에서 3차원 초구의 리만 계량은 (반지름이 1일 때) 다음과 같다.
{\displaystyle \mathrm {d} s^{2}=\mathrm {d} \eta ^{2}+\cos ^{2}\eta \,\mathrm {d} \xi ^{2}+\sin ^{2}\eta \,\mathrm {d} {\xi '}^{2}}
부피 형식은 다음과 같다.
{\displaystyle \omega =\sin \eta \cos \eta \,\mathrm {d} \eta \wedge \mathrm {d} \xi \wedge \mathrm {d} \xi '}
이 좌표계에서, 호프 올다발은 다음과 같다.
{\displaystyle \mathbb {S} ^{3}\twoheadrightarrow \mathbb {S} ^{2}}
{\displaystyle (\eta ,\xi ,\xi ')\mapsto (2\eta ,\xi -\xi ')}
여기서 {\displaystyle \mathbb {S} ^{2}} 위의 좌표는 구면 좌표계이다. 즉,
{\displaystyle z=\exp(\mathrm {i} \xi )\sin \eta }
{\displaystyle z'=\exp(\mathrm {i} \xi ')\cos \eta }
라고 적으면,
{\displaystyle \cos(2\eta )=|z|^{2}-|z'|}
{\displaystyle \sin(2\eta )\exp(\mathrm {i} (\xi -\xi '))=2z{\bar {z'}}}
이므로
{\displaystyle (z,z')\mapsto (|z|^{2}-|z'|^{2},2z{\bar {z'}})}
가 되며,
{\displaystyle (|z|^{2}-|z'|^{2})^{2}+|2z{\bar {z'}}|^{2}=(|z|^{2}+|z'|^{2})^{2}=1}
이 된다.

### 군의 작용
{\displaystyle \mathbb {S} ^{3}} 위에는 리 군 {\displaystyle \operatorname {O} (4)}가 작용한다. 그 가운데 {\displaystyle \operatorname {SO} (4)\cong \operatorname {SU} (2)\times \operatorname {SU} (2)/\{(1,1),(-1,-1)\}}은 SU(2)의, 스스로 위의 왼쪽 · 오른쪽 곱셈 작용에 해당한다.
호프 올다발로 인하여, {\displaystyle \mathbb {S} ^{3}}는 {\displaystyle \mathbb {S} ^{2}} 위의 U(1) 주다발을 이루며, 이는 {\displaystyle \operatorname {O} (3)\times \operatorname {U} (1)}의 작용을 정의한다. 이는 {\displaystyle \operatorname {O} (4)}의 부분군이다.

### 연속 함수
리 군 SU(2)의 곱셈 연산에 해당하는 매끄러운 함수
{\displaystyle \mathbb {S} ^{3}\times \mathbb {S} ^{3}\to \mathbb {S} ^{3}}
가 존재한다. 이는 노름 1의 사원수의 곱셈으로 생각할 수도 있다.

### 미분 형식
호프 올다발에 의하여, {\displaystyle \mathbb {S} ^{2}}의 부피 형식을 {\displaystyle \mathbb {S} ^{3}}에 당길 수 있다. 이는 물론 2차 완전 미분 형식이다. 이는 호프 올다발의 U(1)×SO(3) 대칭 가운데 U(1)의 작용에 대하여 불변이다.

## 같이 보기
- 단위원
- 정팔포체
- 파울리 행렬
- 클리포드 원환면